# 聖博爾哈 (玻利維亞)

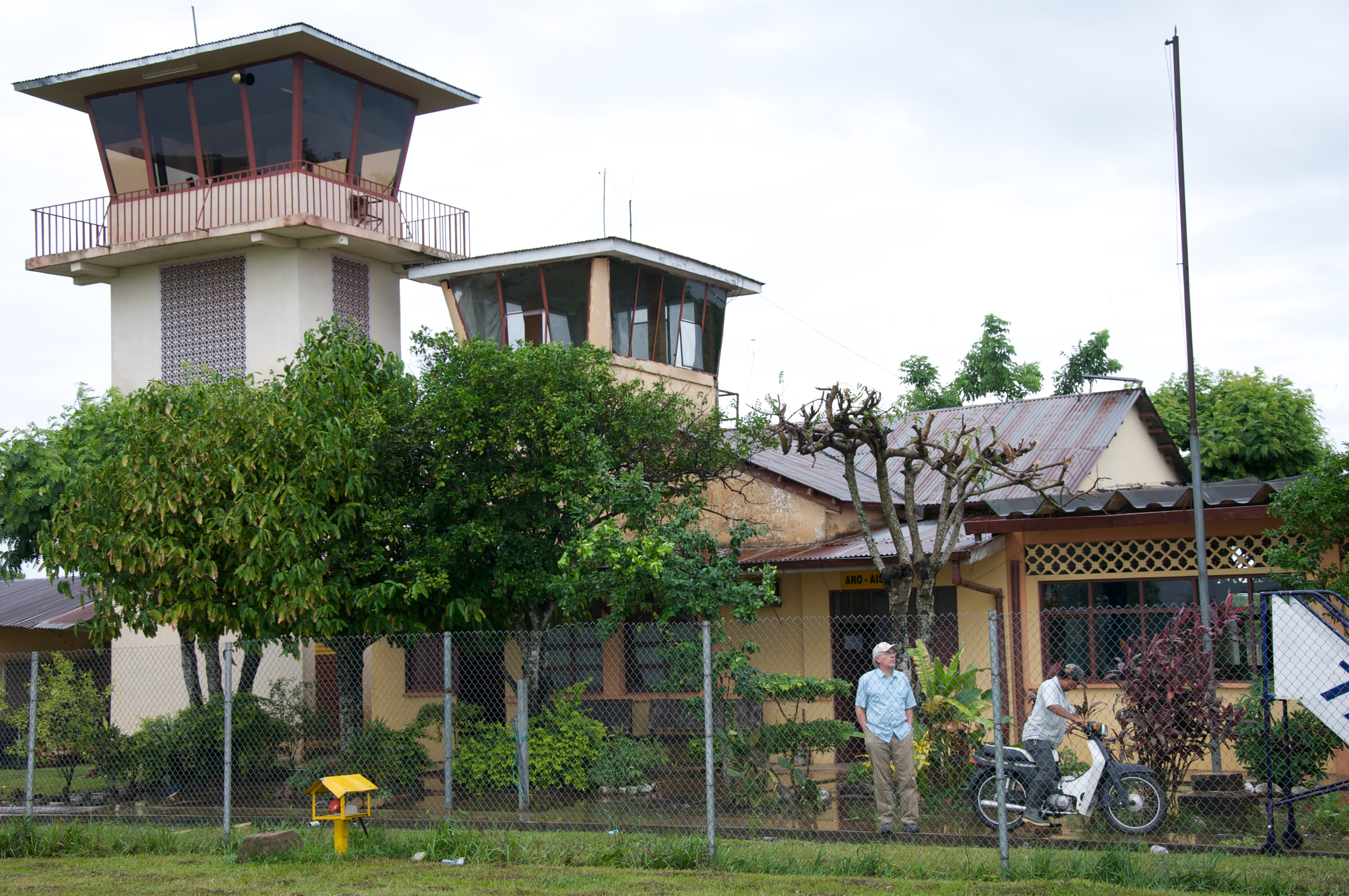

聖博爾哈是玻利維亞的城鎮，由貝尼省負責管轄，位於該國北部，距離首府特立尼達230公里，面積8,542平方公里，海拔高度197米，每年平均降雨量約1,800毫米，2010年人口24,610。

## 外部連結
- www.mirabolivia.com/mapas （页面存档备份，存于） (four different types)
- www.mirabolivia.com/mapa_muestra.php?id_mapa=12 （页面存档备份，存于） (road map sheet showing San Borja and Yucumo)
- Map of Ballivián Province
- Satellite map at Maplandia.com （页面存档备份，存于）